# 5722 Johnscherrer
Az 5722 Johnscherrer (ideiglenes jelöléssel 1986 JS) a Naprendszer kisbolygóövében található aszteroida. INAS fedezte fel 1986. május 2-án.